# Spagna ai IX Giochi olimpici invernali
La Spagna partecipò ai IX Giochi olimpici invernali, svoltisi a Innsbruck, Austria, dal 29 gennaio al 9 febbraio 1964, con una delegazione di 6 atleti impegnati in una disciplina.